# Хаббл (телескоп)
Космический телескоп «Хаббл» (КТХ; англ. Hubble Space Telescope, HST; код обсерватории «250») — автоматическая обсерватория (телескоп) на орбите Земли, названная в честь американского астронома Эдвина Хаббла.
«Хаббл» — совместный проект НАСА и Европейского космического агентства и входит в число Больших обсерваторий НАСА.
Запущена 24 апреля 1990 года.
Размещение телескопа в космосе даёт возможность регистрировать электромагнитное излучение в диапазонах, в которых земная атмосфера непрозрачна; в первую очередь — в инфракрасном диапазоне. Благодаря отсутствию влияния атмосферы разрешающая способность телескопа в 7—10 раз больше, чем у аналогичного телескопа, расположенного на Земле.

## История

### Предыстория, концепции, ранние проекты
Упоминание концепции орбитального телескопа, превосходящего наземные инструменты встречается ещё в книге Германа Оберта «Ракета к межпланетным пространствам» (Die Rakete zu den Planetenräumen), изданной в 1923 году.
В 1946 году американский астрофизик Лайман Спитцер опубликовал статью «Астрономические преимущества внеземной обсерватории» (Astronomical advantages of an extra-terrestrial observatory). В статье отмечены два главных преимущества такого телескопа. Во-первых, его угловое разрешение будет ограничено лишь дифракцией, а не турбулентными потоками в атмосфере; в то время разрешение наземных телескопов было от 0,5 до 1,0 угловой секунды, тогда как теоретический предел разрешения по дифракции для орбитального телескопа с зеркалом 2,5 метра составляет около 0,1 секунды. Во-вторых, космический телескоп мог бы вести наблюдение в инфракрасном и ультрафиолетовом диапазонах, в которых поглощение излучений земной атмосферой весьма значительно.
Спитцер посвятил значительную часть своей научной карьеры продвижению проекта. В 1962 году доклад, опубликованный Национальной академией наук США, рекомендовал включить разработку орбитального телескопа в космическую программу, и в 1965 году Спитцер был назначен главой комитета, в задачу которого входило определение научных задач для крупного космического телескопа.
Космическая астрономия стала развиваться после окончания Второй мировой войны задолго до запусков первых орбитальных спутников. В 1946 году впервые был получен ультрафиолетовый спектр Солнца приборами на вертикально взлетающей ракете. Орбитальный телескоп для исследований Солнца был запущен Великобританией в 1962 году в рамках программы «Ариэль», а в 1966 году НАСА запустило в космос первую орбитальную обсерваторию OAO-1. Миссия не увенчалась успехом из-за отказа аккумуляторов через три дня после старта. В 1968 году была запущена OAO-2, которая производила наблюдения ультрафиолетового излучения звёзд и галактик вплоть до 1972 года, значительно превысив расчётный срок эксплуатации в 1 год.
Миссии OAO послужили наглядной демонстрацией роли, которую могут играть орбитальные телескопы, и в 1968 году НАСА утвердило план строительства телескопа-рефлектора с зеркалом диаметром 3 м. Проект получил условное название LST (Large Space Telescope). Запуск планировался на 1972 год. Программа подчёркивала необходимость регулярных пилотируемых экспедиций для обслуживания телескопа с целью обеспечения продолжительной работы дорогостоящего прибора. Параллельно развивавшаяся программа «Спейс шаттл» давала надежды на получение соответствующих возможностей.

### Борьба за финансирование проекта
Благодаря успеху программы ОАО в астрономическом сообществе сложился консенсус о том, что строительство крупного орбитального телескопа должно стать приоритетной задачей. В 1970 году НАСА учредило два комитета, один для изучения и планирования технических аспектов, задачей второго была разработка программы научных исследований. Следующим серьёзным препятствием было финансирование проекта, затраты на который должны были превзойти стоимость любого наземного телескопа. Конгресс США поставил под сомнение многие статьи предложенной сметы и существенно урезал бюджетные ассигнования, первоначально предполагавшие масштабные исследования инструментов и конструкции обсерватории. В 1974 году, в рамках программы сокращений расходов бюджета, инициированной президентом Фордом, Конгресс полностью отменил финансирование проекта.
В ответ на это астрономами была развёрнута широкая кампания по лоббированию. Многие учёные-астрономы лично встретились с сенаторами и конгрессменами, было также проведено несколько крупных рассылок писем в поддержку проекта. Национальная Академия Наук опубликовала доклад, в котором подчёркивалась важность создания большого орбитального телескопа, и в результате сенат согласился выделить половину средств из бюджета, первоначально утверждённого Конгрессом.
Финансовые проблемы привели к сокращениям, главным из которых было решение уменьшить диаметр зеркала с 3 до 2,4 метра, для снижения затрат и получения более компактной конструкции. Также был отменён проект телескопа с полутораметровым зеркалом, который предполагалось запустить с целью тестирования и отработки систем, и принято решение о кооперации с Европейским космическим агентством. ЕКА согласилось участвовать в финансировании, а также предоставить ряд инструментов и солнечные батареи для обсерватории, взамен за европейскими астрономами резервировалось не менее 15 % времени наблюдений. В 1978 году Конгресс утвердил финансирование в размере 36 млн долл., и сразу после этого начались полномасштабные работы по проектированию. Дата запуска планировалась на 1983 год. В начале 1980-х телескоп получил имя Эдвина Хаббла.

### Организация проектирования и строительства
Работа над созданием космического телескопа была поделена между многими компаниями и учреждениями. Космический центр Маршалла отвечал за разработку, проектирование и строительство телескопа, Центр космических полётов Годдарда занимался общим руководством разработкой научных приборов и был выбран в качестве наземного центра управления. Центр Маршалла заключил контракт с компанией «Перкин-Элмер» на проектирование и изготовление оптической системы телескопа (англ. Optical Telescope Assembly — OTA) и датчиков точного наведения. Корпорация «Локхид» получила контракт на строительство космического аппарата для телескопа.

### Изготовление оптической системы

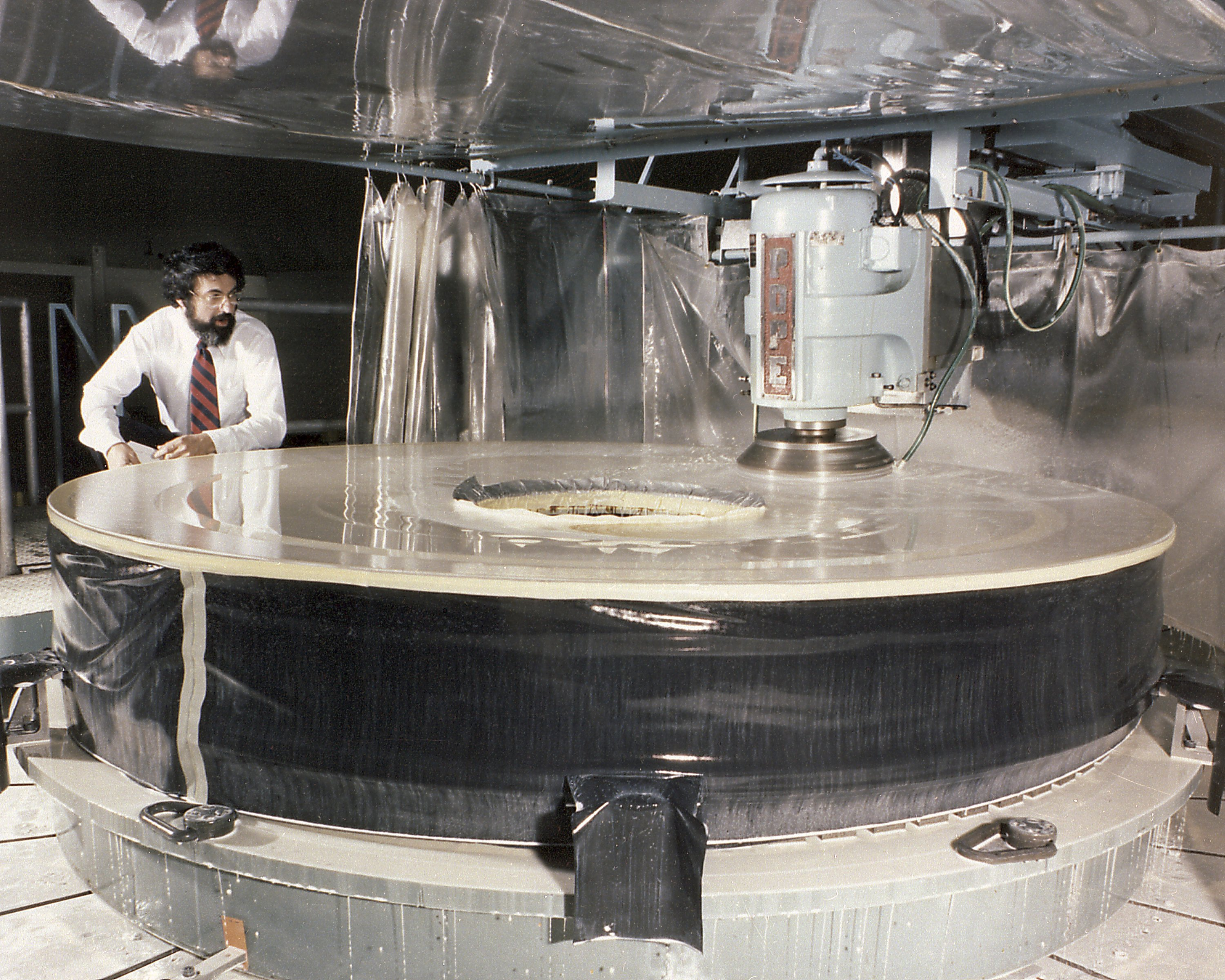
Полировка главного зеркала телескопа, лаборатория компании «Перкин-Элмер», май 1979 года

Зеркало и оптическая система в целом были наиболее важными частями конструкции телескопа, и к ним предъявлялись особо жёсткие требования. Обычно зеркала телескопов изготавливаются с допуском примерно в одну десятую длины волны видимого света, но, поскольку космический телескоп предназначался для наблюдений в диапазоне от ультрафиолетового до почти инфракрасного, а разрешающая способность должна была быть в десять раз выше, чем у наземных приборов, допуск для изготовления его главного зеркала был установлен в 1/20 длины волны видимого света, или примерно 30 нм.
Компания «Перкин-Элмер» намеревалась использовать новые станки с числовым программным управлением для изготовления зеркала заданной формы. Компания «Кодак» получила контракт на изготовление запасного зеркала с использованием традиционных методов полировки, на случай непредвиденных проблем с неапробированными технологиями (зеркало, изготовленное компанией «Кодак», в настоящее время находится в экспозиции музея Смитсоновского института). Работы над основным зеркалом начались в 1979 году, для изготовления использовалось стекло со сверхнизким коэффициентом теплового расширения. Для уменьшения веса зеркало состояло из двух поверхностей — нижней и верхней, соединённых решётчатой конструкцией сотовой структуры.

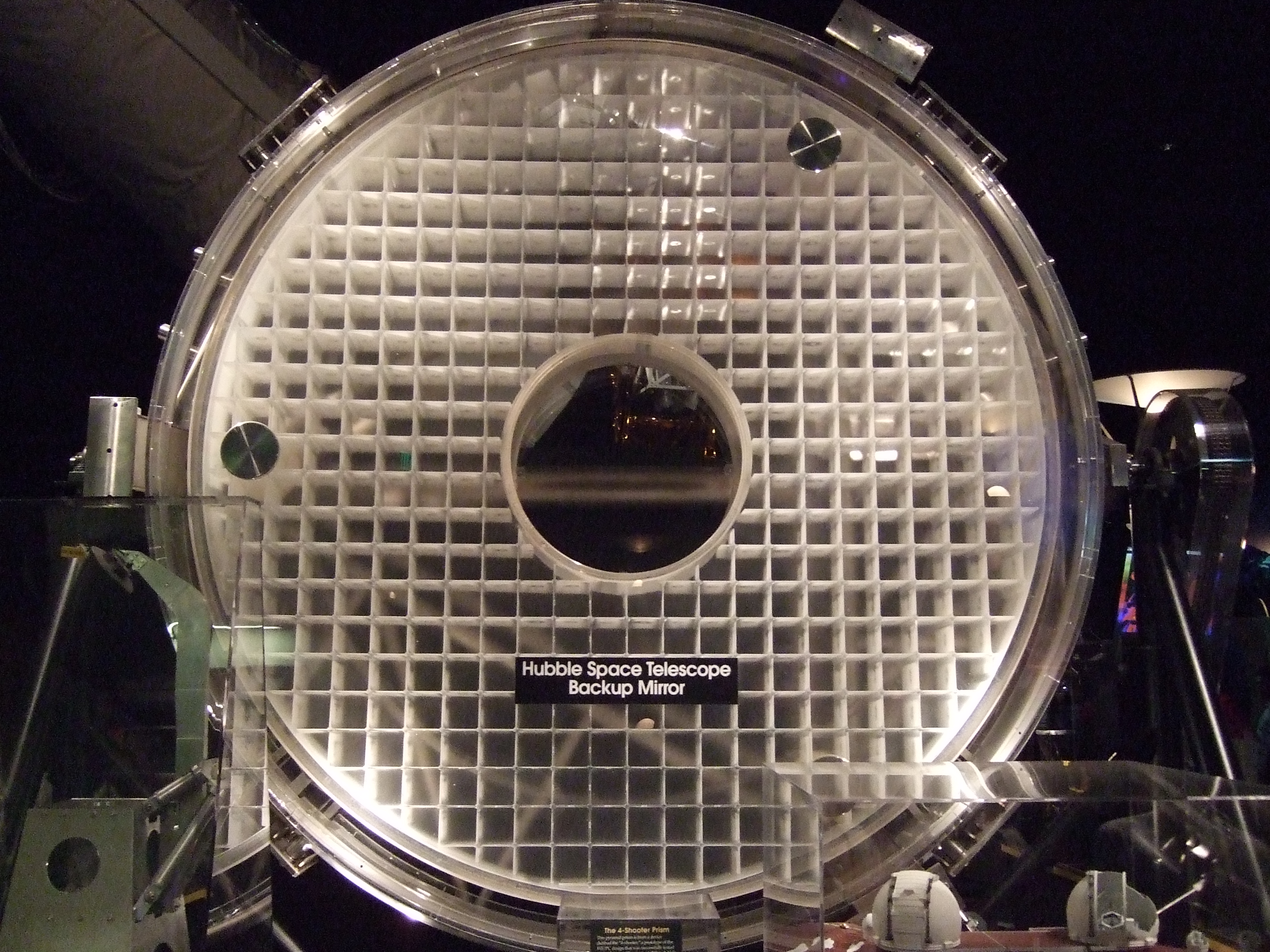
Резервное зеркало телескопа, Смитсоновский музей авиации и космонавтики, Вашингтон

Работы по полировке зеркала продолжались до мая 1981 года, при этом были сорваны первоначальные сроки и значительно превышен бюджет. В отчётах НАСА того периода выражаются сомнения в компетентности руководства компании «Перкин-Элмер» и её способности успешно завершить проект такой важности и сложности. В целях экономии средств НАСА отменило заказ на резервное зеркало и перенесло дату запуска на октябрь 1984 года. Окончательно работы завершились к концу 1981 года, после нанесения отражающего покрытия из алюминия толщиной 75 нм и защитного покрытия из фторида магния толщиной в 25 нм.
Несмотря на это, сомнения в компетентности «Перкин-Элмер» оставались, поскольку сроки окончания работ над остальными компонентами оптической системы постоянно отодвигались, а бюджет проекта рос. Графики работ, предоставляемые компанией, НАСА охарактеризовало как «неопределённые и изменяющиеся ежедневно» и отложило запуск телескопа до апреля 1985 года. Тем не менее, сроки продолжали срываться, задержка росла в среднем на один месяц каждый квартал, а на завершающем этапе росла на один день ежедневно. НАСА было вынуждено ещё дважды перенести старт, сначала на март, а затем на сентябрь 1986 года. К тому времени общий бюджет проекта вырос до 1,175 млрд долларов.

### Космический аппарат

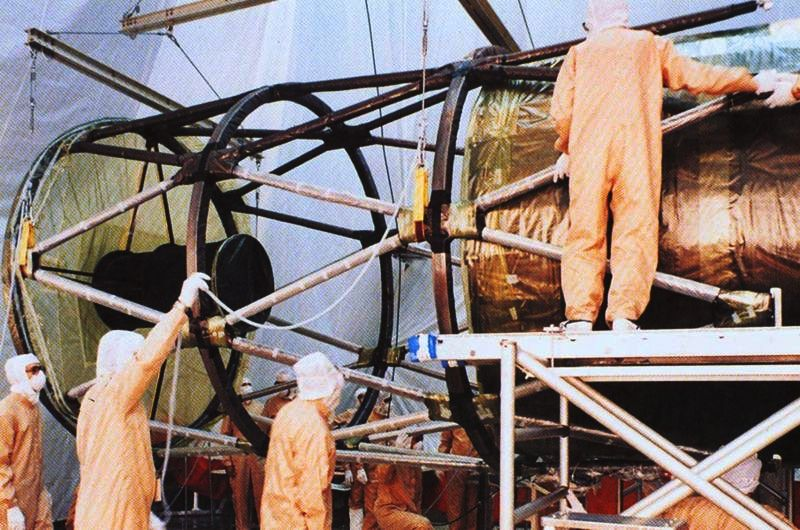
Начальные этапы работ над космическим аппаратом, 1980

Другой сложной инженерной проблемой было создание аппарата-носителя для телескопа и остальных приборов. Основными требованиями были защита оборудования от постоянных перепадов температур при нагреве от прямого солнечного освещения и охлаждения в тени Земли и особо точное ориентирование телескопа. Телескоп смонтирован внутри лёгкой алюминиевой капсулы, которая покрыта многослойной термоизоляцией, обеспечивающей стабильную температуру. Жёсткость капсулы и крепление приборов обеспечивает внутренняя пространственная рама из углепластика.
Хотя работы по созданию космического аппарата проходили более успешно, чем изготовление оптической системы, «Локхид» также допустила некоторое отставание от графика и превышение бюджета. К маю 1985 года перерасход средств составил около 30 % от первоначального объёма, а отставание от плана — 3 месяца. В докладе, подготовленном Космическим центром Маршалла, отмечалось, что при проведении работ компания не проявляет инициативу, предпочитая полагаться на указания НАСА.

### Координация исследований и управление полётом
В 1983 году, после некоторого противоборства между НАСА и научным сообществом был учреждён Научный институт космического телескопа. Институт управляется Ассоциацией университетов по астрономическим исследованиям (AURA) и располагается в кампусе университета Джонса Хопкинса в Балтиморе, штат Мэриленд. Университет Хопкинса — один из 32 американских университетов и иностранных организаций, входящих в ассоциацию. Научный институт космического телескопа отвечает за организацию научных работ и обеспечение доступа астрономов к полученным данным; эти функции НАСА хотело оставить под своим контролем, но учёные предпочли передать их академическим учреждениям. Европейский координационный центр космического телескопа был основан в 1984 году в городе Гархинг, Германия для предоставления аналогичных возможностей европейским астрономам.
Управление полётом было возложено на Центр космических полётов Годдарда, который находится в городе Гринбелт, Мэриленд, в 48 километрах от Научного института космического телескопа. За функционированием телескопа ведётся круглосуточное посменное наблюдение четырьмя группами специалистов. Техническое сопровождение осуществляется НАСА и компаниями-контакторами через Центр Годдарда.

### Запуск и начало работы

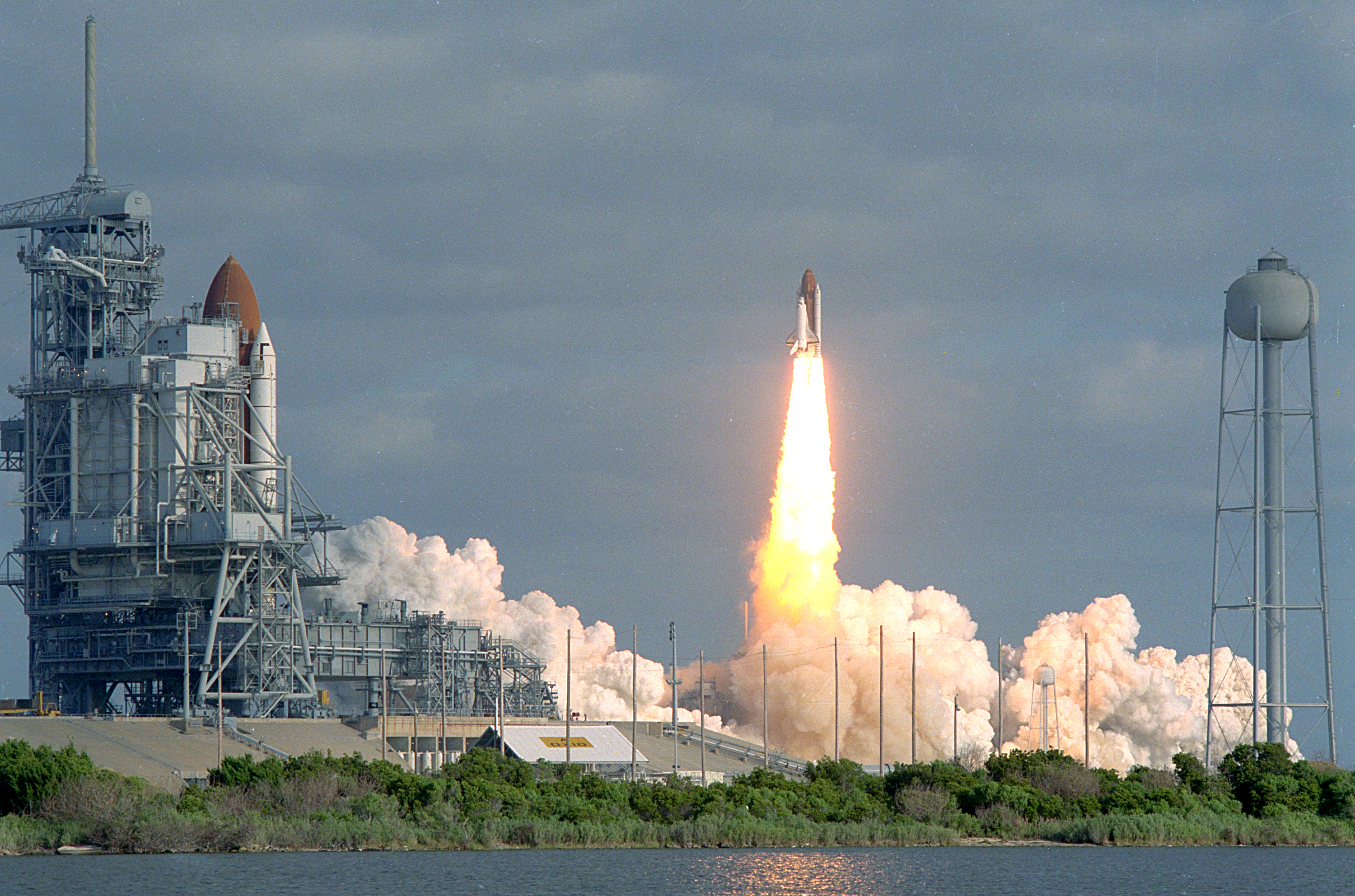
Старт шаттла «Дискавери» с телескопом «Хаббл» на борту

Первоначально запуск телескопа на орбиту планировался на октябрь 1986 года, но катастрофа «Челленджера» 28 января приостановила программу «Спейс шаттл» на несколько лет, и запуск пришлось отложить
Всё это время телескоп хранился в помещении с искусственно очищенной атмосферой, его бортовые системы были частично включены. Расходы на хранение составляли около 6 млн долл. в месяц, что ещё больше увеличило стоимость проекта.
Вынужденная задержка позволила произвести ряд усовершенствований: солнечные батареи были заменены на более эффективные, был модернизирован бортовой вычислительный комплекс и системы связи, а также изменена конструкция кормового защитного кожуха с целью облегчить обслуживание телескопа на орбите. Кроме того, программное обеспечение для управления телескопом было не готово в 1986 году и фактически было окончательно написано только к моменту запуска в 1990 году.
После возобновления полётов шаттлов в 1988 году запуск был окончательно назначен на 1990 год. Перед запуском накопившаяся на зеркале пыль была удалена при помощи сжатого азота, а все системы прошли тщательное тестирование.
Шаттл «Дискавери» STS-31 стартовал 24 апреля 1990 года и на следующий день вывел телескоп на расчётную орбиту.
От начала проектирования до запуска было затрачено 2,5 млрд долл. при начальном бюджете в 400 млн; общие расходы на проект, по оценке на 1999 год, составили 6 млрд долл. с американской стороны и 593 млн евро, оплаченных ЕКА.

### Приборы, установленные на момент запуска
На момент запуска на борту были установлены шесть научных приборов:
- Широкоугольная и планетарная камера. Камера была сконструирована в Лаборатории реактивного движения НАСА. Она была оснащена набором из 48 светофильтров для выделения участков спектра, представляющих особый интерес для астрофизических наблюдений. Прибор имел 8 ПЗС-матриц, разделённых между двумя камерами, каждая из которых использовала по 4 матрицы. Широкоугольная камера обладала большим углом обзора, в то время как планетарная камера имела большее фокусное расстояние и, следовательно, давала большее увеличение[37].
- Спектрограф высокого разрешения Годдарда. Данный спектрограф предназначался для работы в ультрафиолетовом диапазоне. Прибор был создан в Центре космических полётов Годдарда и мог работать со спектральными разрешениями величиной около 2000, 20 000 и 100 000[38].

- Камера тусклых объектов. Прибор разработан ЕКА. Камера предназначалась для съёмки объектов в ультрафиолетовом диапазоне с высоким разрешением до 0,05 с[источник не указан 1188 дней].
- Спектрограф тусклых объектов. Предназначался для исследования особо тусклых объектов в ультрафиолетовом диапазоне[источник не указан 1188 дней].
- Высокоскоростной фотометр. Создан в Университете Висконсина, разработка финансировалась НАСА. Предназначался для наблюдений за переменными звёздами и другими объектами с изменяющейся яркостью. Мог делать до 10 тыс. замеров в секунду с погрешностью около 2 %[39].
- Датчики точного наведения (англ. Fine Guidance Sensors), которые также могут использоваться в научных целях, обеспечивая астрометрию с миллисекундной точностью. Это позволяет находить параллакс и собственное движение объектов с точностью до 0,2 угловой миллисекунды и наблюдать орбиты двойных звёзд с угловым диаметром до 12 миллисекунд[40].

### Дефект главного зеркала
Уже в первые недели после начала работы полученные изображения показали серьёзную проблему в оптической системе телескопа. Хотя качество изображений было лучше, чем у наземных телескопов, «Хаббл» не мог достичь заданной резкости, и разрешение снимков было значительно хуже ожидаемого. Изображения точечных источников имели радиус свыше 1,0 угловой секунды вместо фокусировки в окружность диаметром 0,1 секунды, согласно спецификации.
Анализ изображений показал, что источником проблемы является неверная форма главного зеркала. Несмотря на то, что это было, возможно, наиболее точно рассчитанное зеркало из когда-либо созданных, а допуск составлял не более 1/20 длины волны видимого света, оно было изготовлено слишком плоским по краям. Отклонение от заданной формы поверхности составило лишь 2 мкм, но результат оказался катастрофическим — зеркало имело сильную сферическую аберрацию (оптический дефект, при котором свет, отражённый от краёв зеркала, фокусируется в точке, отличной от той, в которой фокусируется свет, отражённый от центра зеркала).
Влияние дефекта на астрономические исследования зависело от конкретного типа наблюдений — характеристики рассеяния были достаточны для получения уникальных наблюдений ярких объектов с высокой разрешающей способностью, и спектроскопия также практически не пострадала. Тем не менее потеря значительной части светового потока из-за расфокусировки значительно уменьшили пригодность телескопа для наблюдений тусклых объектов и получения изображений с высокой контрастностью. Это означало, что практически все космологические программы стали просто невыполнимыми, поскольку требовали наблюдений особо тусклых объектов.

#### Причины дефекта
Анализируя изображения точечных источников света, астрономы установили, что коническая константа зеркала составляет −1,0139 вместо требуемой −1,00229. То же число было получено путём проверки нуль-корректоров (приборы, позволяющие измерять с высокой точностью кривизну полируемой поверхности), использованных компанией «Перкин-Элмер», а также из анализа интерферограмм, полученных в процессе наземного тестирования зеркала.
Комиссия, возглавляемая Лью Алленом, директором Лаборатории реактивного движения, установила, что дефект возник в результате ошибки при монтаже главного нуль-корректора, полевая линза которого была сдвинута на 1,3 мм относительно правильного положения. Сдвиг произошёл по вине техника, осуществлявшего сборку прибора. Он ошибся при работе с лазерным измерителем, применявшимся для точного размещения оптических элементов прибора, а когда после окончания монтажа заметил непредвиденный зазор между линзой и поддерживающей её конструкцией, то просто вставил обычную металлическую шайбу.
В процессе полировки зеркала его поверхность проверялась при помощи двух других нуль-корректоров, каждый из которых правильно указывал на наличие сферической аберрации. Эти проверки были специально предусмотрены для исключения серьёзных оптических дефектов. Несмотря на чёткие инструкции по контролю качества, компания проигнорировала результаты измерений, предпочитая верить, что два нуль-корректора менее точны, чем главный, показания которого свидетельствовали об идеальной форме зеркала.
Комиссия возложила вину за произошедшее в первую очередь на исполнителя. Отношения между оптической компанией и НАСА серьёзно ухудшились в процессе работы над телескопом из-за постоянного срыва графика работ и перерасхода средств. НАСА установило, что компания «Перкин-Элмер» не относилась к работам над зеркалом как к основной части своего бизнеса и пребывала в уверенности, что заказ не может быть передан другому подрядчику после начала работ. Хотя комиссия подвергла компанию суровой критике, часть ответственности лежала также и на НАСА, в первую очередь — за неспособность обнаружить серьёзные проблемы с контролем качества и нарушение процедур со стороны исполнителя.

#### Поиски решения
Поскольку конструкция телескопа изначально предусматривала обслуживание на орбите, учёные немедленно начали поиск потенциального решения, которое можно было бы применить во время первой технической миссии, запланированной на 1993 год. Хотя «Кодак» закончила изготовление запасного зеркала для телескопа, замена его в космосе не представлялась возможной, а снимать с орбиты телескоп для замены зеркала на Земле было бы слишком долго и дорого. Факт, что зеркало с высокой точностью было отполировано до неправильной формы, привёл к идее разработать новый оптический компонент, который бы выполнял преобразование, эквивалентное ошибке, но с обратным знаком. Новое устройство работало бы подобно очкам для телескопа, корректируя сферическую аберрацию.
Из-за разницы в конструкции приборов требовалось разработать два различных корректирующих устройства. Одно предназначалось для широкоформатной планетарной камеры, которая имела специальные зеркала, перенаправлявшие свет на её датчики, и коррекция могла осуществляться за счёт использования зеркал иной формы, которые бы полностью компенсировали аберрацию. Соответствующее изменение было предусмотрено в конструкции новой планетарной камеры. Прочие приборы не имели промежуточных отражающих поверхностей и, таким образом, нуждались во внешнем корректирующем устройстве.

#### Система оптической коррекции (COSTAR)

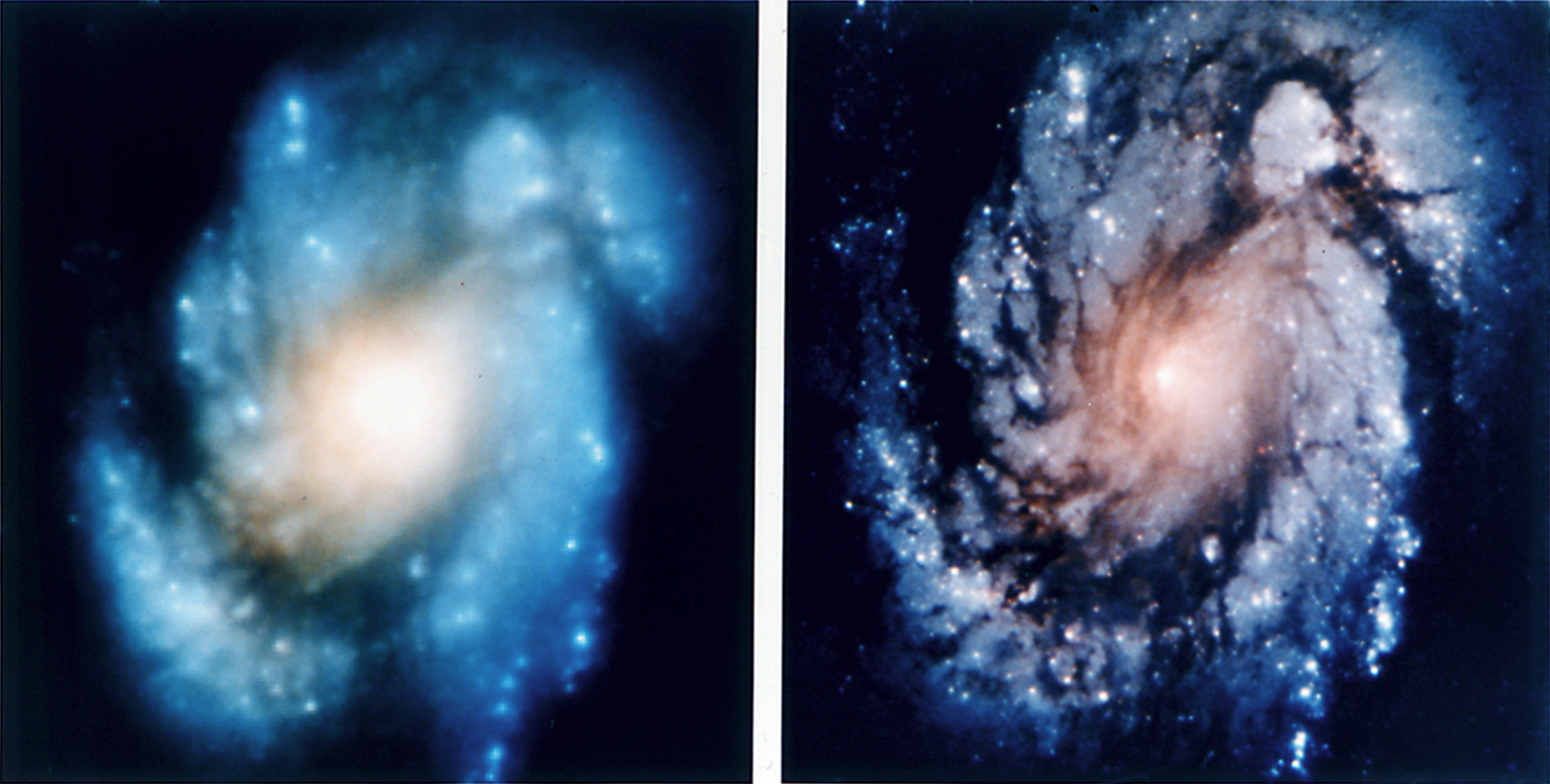
Коррекция аберрации телескопа. Снимок галактики М100 до и после установки COSTAR

Система, предназначенная для коррекции сферической аберрации, получила название COSTAR и состояла из двух зеркал, одно из которых компенсировало дефект. Для установки COSTAR на телескоп было необходимо демонтировать один из приборов, и учёные приняли решение пожертвовать высокоскоростным фотометром.
В течение первых трёх лет работы, до установки корректирующих устройств, телескоп выполнил большое количество наблюдений. В частности, дефект не оказывал большого влияния на спектроскопические замеры. Несмотря на отменённые из-за дефекта эксперименты, было достигнуто множество важных научных результатов, в том числе разработаны новые алгоритмы улучшения качества изображений с помощью деконволюции.

## Техническое обслуживание телескопа
Обслуживание «Хаббла» производилось во время выходов в открытый космос с космических кораблей многоразового использования «Спейс шаттл».
Всего были осуществлены четыре экспедиции по обслуживанию телескопа «Хаббл», одна из которых была разбита на два вылета.

### Первая экспедиция

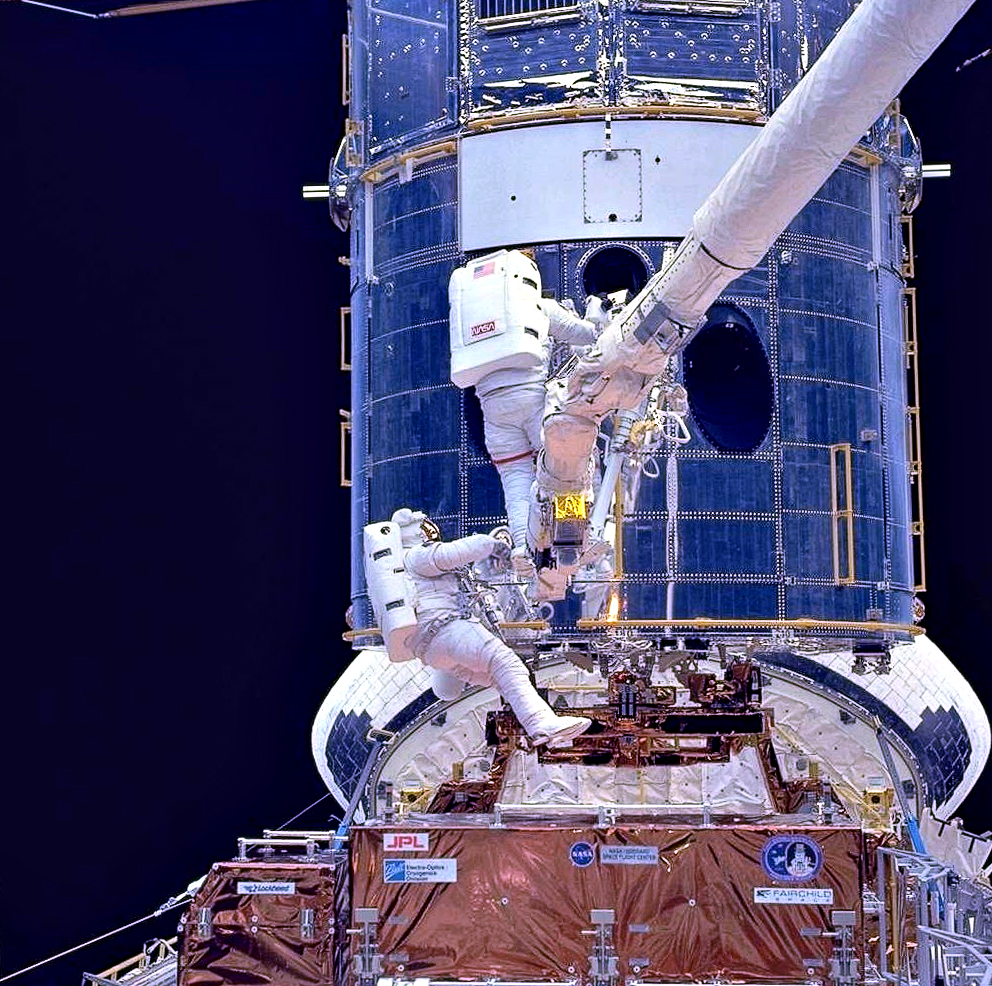
Работы на телескопе во время первой экспедиции

В связи с выявившимся дефектом зеркала значение первой экспедиции по обслуживанию было особенно велико, поскольку она должна была установить на телескопе корректирующую оптику. Полёт «Индевор» STS-61 состоялся 2—13 декабря 1993 года, работы на телескопе продолжались в течение десяти дней. Экспедиция была одной из сложнейших за всю историю, в её рамках были осуществлены пять длительных выходов в открытый космос.
Высокоскоростной фотометр был заменён на систему оптической коррекции, Широкоугольная и планетарная камера — на новую модель (Широкоугольная и планетарная камера 2) с системой внутренней оптической коррекции. Камера имела три квадратных ПЗС-матрицы, соединённых углом, и меньшую «планетарную» матрицу более высокого разрешения в четвёртом углу. Поэтому снимки камеры имеют характерную форму выщербленного квадрата.
Кроме этого, были заменены солнечные батареи и системы управления приводами батарей, четыре гироскопа системы наведения, два магнитометра, и был обновлён бортовой вычислительный комплекс. Также была произведена коррекция орбиты, необходимая из-за потери высоты вследствие трения о воздух при движении в верхних слоях атмосферы.
31 января 1994 года НАСА объявило об успехе миссии и продемонстрировало первые снимки значительно лучшего качества. Успешное завершение экспедиции было крупным достижением, как для НАСА, так и для астрономов, которые получили в своё распоряжение полноценный инструмент.

### Вторая экспедиция
Второе техобслуживание было произведено 11—21 февраля 1997 года в рамках миссии «Дискавери» STS-82. Спектрограф Годдарда и Спектрограф тусклых объектов были заменены на Регистрирующий спектрограф космического телескопа (англ. Space Telescope Imaging Spectrograph, STIS) и Камеру и многообъектный спектрометр ближнего инфракрасного диапазона (англ. Near Infrared Camera and Multi-Object Spectrometer, NICMOS).
NICMOS позволяет проводить наблюдения и спектрометрию в инфракрасном диапазоне от 0,8 до 2,5 мкм. Для получения необходимых низких температур детектор прибора помещён в сосуд Дьюара и охлаждался до 1999 года жидким азотом.
STIS имеет рабочий диапазон 115—1000 нм и позволяет вести двумерную спектрографию, то есть получать спектр одновременно нескольких объектов в поле зрения.

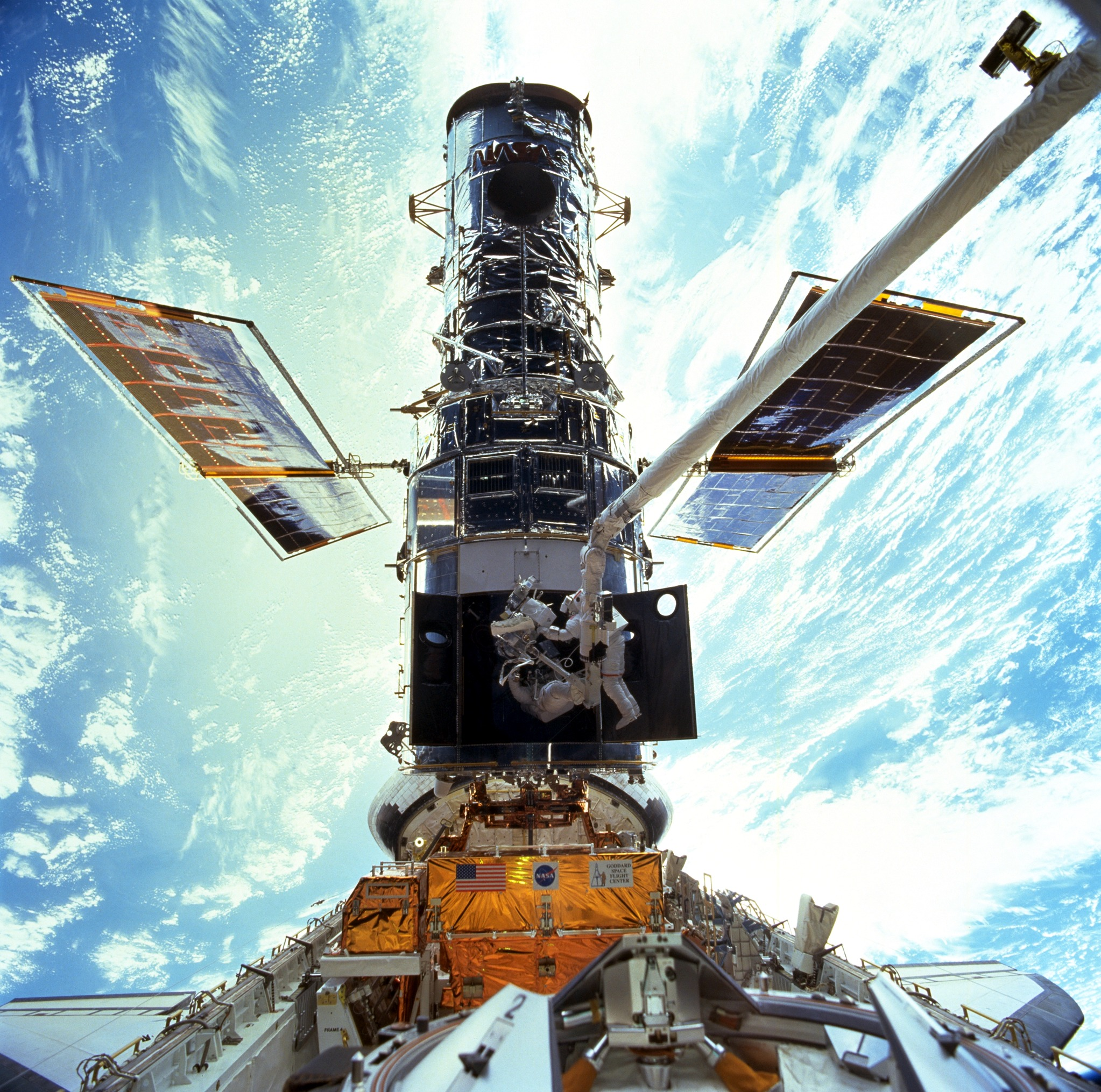
«Хаббл» в грузовом отсеке шаттла, астронавты заменяют гироскопы. Экспедиция STS-103

Был также заменён бортовой регистратор, произведён ремонт теплоизоляции и выполнена коррекция орбиты.

### Третья экспедиция (A)
Экспедиция 3A («Дискавери» STS-103) состоялась 19—27 декабря 1999 года, после того, как было принято решение о досрочном проведении части работ по программе третьего сервисного обслуживания. Это было вызвано тем, что три из шести гироскопов системы наведения вышли из строя. Четвёртый гироскоп отказал за несколько недель до полёта, сделав телескоп непригодным для наблюдений. Экспедиция заменила все шесть гироскопов, датчик точного наведения и бортовой компьютер. Новый компьютер использовал процессор Intel 80486 в специальном исполнении — с повышенной устойчивостью к радиации. Это позволило производить часть вычислений, выполнявшихся ранее на Земле, при помощи бортового комплекса.

### Третья экспедиция (B)

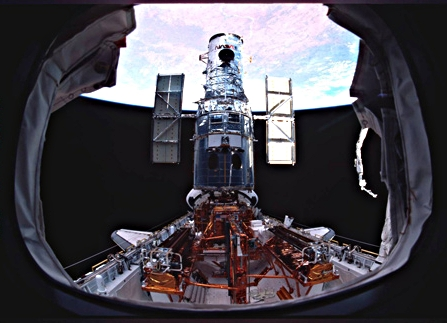
«Хаббл» в грузовом отсеке шаттла перед возвращением на орбиту, на фоне восходящей Земли. Экспедиция STS-109

Экспедиция 3B (четвёртая миссия) выполнена 1—12 марта 2002 года, в ходе полёта «Колумбии» STS-109. В ходе экспедиции камера съёмки тусклых объектов была заменена на усовершенствованную обзорную камеру (англ. Advanced Camera for Surveys) (ACS). Восстановлено функционирование инструмента NICMOS (камера ближнего инфракрасного диапазона и многообъектный спектрометр), в системе охлаждения которого в 1999 году закончился жидкий азот — система охлаждения заменена на холодильную установку с замкнутым контуром, работающую по обратному циклу Брайтона.
Были во второй раз заменены солнечные батареи. Новые панели были на треть меньше по площади, что значительно уменьшило потери на трение в атмосфере, но при этом вырабатывали на 30 % больше энергии, благодаря чему стала возможна одновременная работа со всеми приборами, установленными на борту обсерватории. Также был заменён узел распределения энергии, что потребовало полного выключения электропитания на борту — впервые с момента запуска.
Произведённые работы существенно расширили возможности телескопа. Два прибора, введённые в строй в ходе работ — ACS и NICMOS — позволили получить изображения глубокого космоса.

### Четвёртая экспедиция

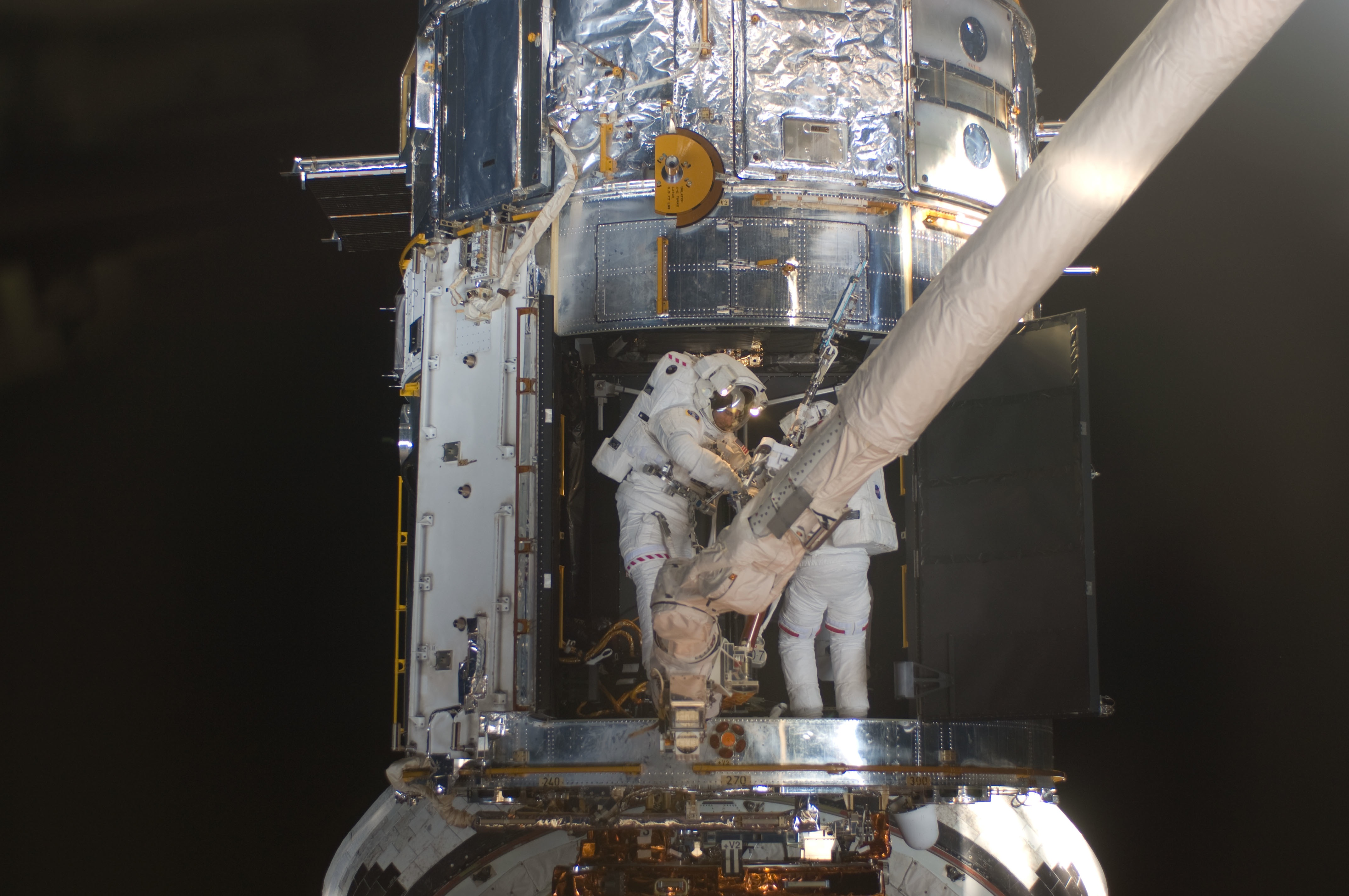
Работы на телескопе во время четвёртой экспедиции

Пятое и последнее техобслуживание (SM4) было произведено 11—24 мая 2009 года, в рамках миссии «Атлантис» STS-125. Ремонт включал замену одного из трёх датчиков точного наведения, всех гироскопов, установку новых аккумуляторов, блока форматирования данных и починку теплоизоляции. Также была восстановлена работоспособность усовершенствованной обзорной камеры и регистрирующего спектрографа и были установлены новые приборы.

#### Дебаты
Ранее очередная экспедиция была назначена на февраль 2005 года, но после катастрофы шаттла «Колумбия» в марте 2003 была отложена на неопределённый срок, что поставило под угрозу дальнейшую работу «Хаббла». Даже после возобновления полётов шаттлов миссия была отменена, поскольку было принято решение, что каждый отправляющийся в космос челнок должен иметь возможность достичь МКС в случае обнаружения неисправностей, а из-за большой разницы в наклонении и высоте орбит шаттл не мог пристыковаться к станции после посещения телескопа.
Под давлением Конгресса и общественности, требовавших принятия мер по спасению телескопа, 29 января 2004 Шон О’Киф (англ. Sean O'Keefe), бывший тогда администратором НАСА, объявил, что изучит ещё раз решение об отмене экспедиции к телескопу.
13 июля 2004 года официальная комиссия Академии наук США приняла рекомендацию, что телескоп должен быть сохранён, невзирая на очевидный риск, и 11 августа того же года О’Киф поручил Центру Годдарда приготовить детальные предложения о проведении обслуживания телескопа при помощи робота. После изучения этот план был признан «технически неосуществимым».
31 октября 2006 года Майклом Гриффином, новым администратором НАСА, было официально объявлено о подготовке последней миссии по ремонту и модернизации телескопа.

#### Работы по ремонту
К началу ремонтной экспедиции на борту накопился ряд неисправностей, неустранимых без посещения телескопа: отказали резервные системы питания у Регистрирующего спектрографа (STIS) и Усовершенствованной обзорной камеры (ACS), в результате чего STIS прекратил работу в 2004 году, а ACS работала ограниченно. Из шести гироскопов системы ориентации функционировали только четыре. К тому же требовали замены никель-водородные аккумуляторы телескопа.
Неисправности были полностью устранены в ходе ремонта, при этом на «Хаббл» были установлены два совершенно новых прибора: Ультрафиолетовый спектрограф (англ. Cosmic Origin Spectrograph, COS) был установлен вместо системы COSTAR; поскольку все находящиеся на данный момент на борту приборы имеют встроенные средства корректировки дефекта главного зеркала, надобность в системе отпала. Широкоугольная камера WFC2 была заменена на новую модель — WFC3 (англ. Wide Field Camera 3), которая отличается бо́льшим разрешением и чувствительностью, особенно в инфракрасном и ультрафиолетовом диапазонах.
Планировалось, что после этой миссии телескоп «Хаббл» продолжит работу на орбите по крайней мере до 2014 года.

## Достижения

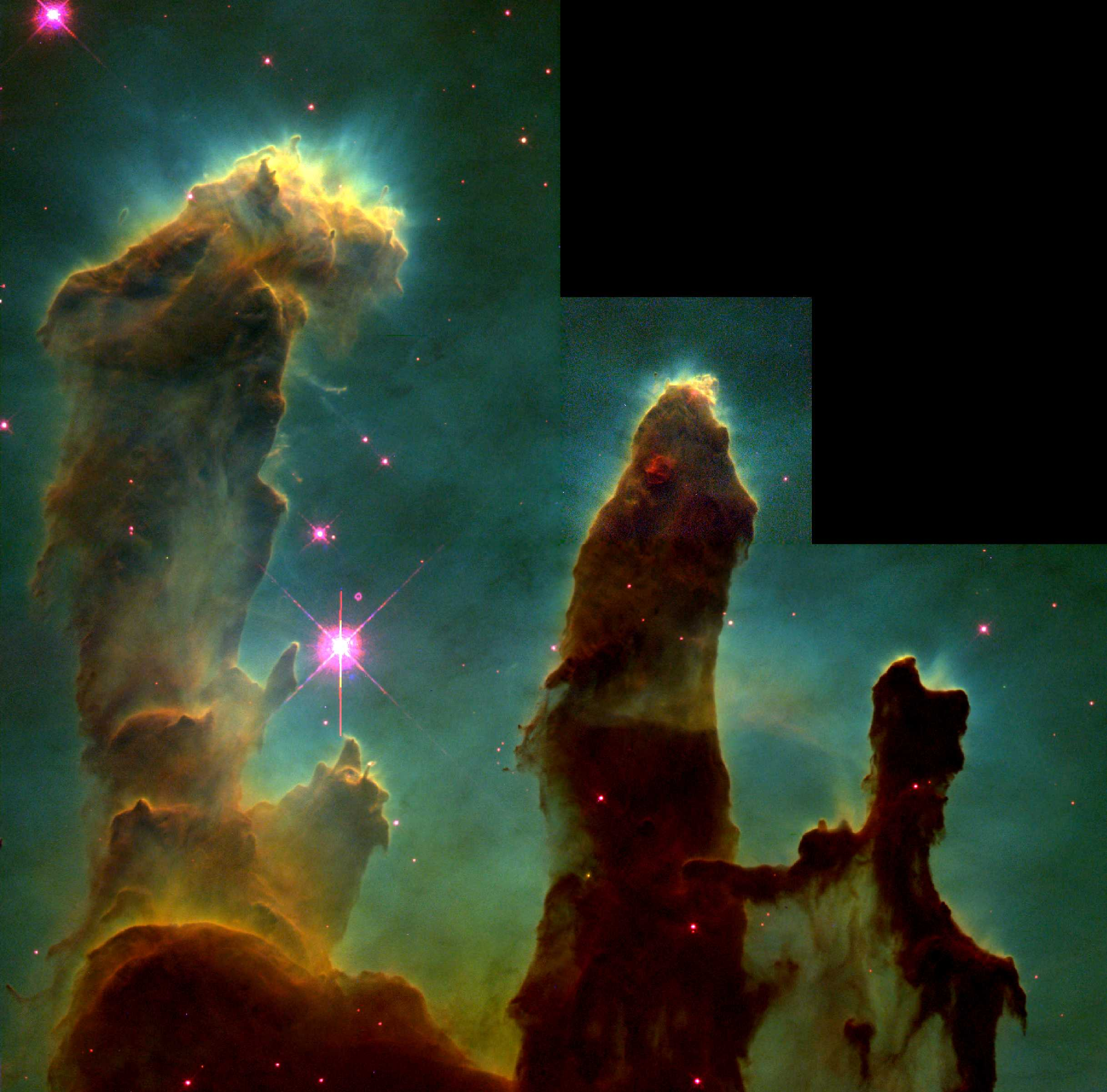
«Столпы Творения» — один из самых известных снимков, полученных телескопом. Рождение новых звёзд в Туманности Орёл

За 15 лет работы на околоземной орбите «Хаббл» получил 1,022 млн изображений небесных объектов — звёзд, туманностей, галактик, планет. Поток данных, которые он ежемесячно генерирует в процессе наблюдений, составляет около 480 ГБ. Общий их объём, накопленный за всё время работы телескопа, на 2018 год превысило 80 терабайт. Более 3900 астрономов получили возможность использовать его для наблюдений, опубликовано около 4000 статей в научных журналах. Установлено, что, в среднем, индекс цитирования астрономических статей, основанных на данных этого телескопа, в два раза выше, чем статей, основанных на других данных. Ежегодно в списке 200 наиболее цитируемых статей не менее 10 % занимают работы, выполненные на основе материалов «Хаббла». Нулевой индекс цитирования имеют около 30 % работ по астрономии в целом и только 2 % работ, выполненных с помощью космического телескопа.
Тем не менее цена, которую приходится платить за достижения «Хаббла», весьма высока: специальное исследование, посвящённое изучению влияния на развитие астрономии телескопов различных типов, установило, что, хотя работы, выполненные при помощи орбитального телескопа, имеют суммарный индекс цитирования в 15 раз больше, чем у наземного рефлектора с 4-метровым зеркалом, стоимость содержания космического телескопа выше в 100 и более раз.

### Наиболее значимые наблюдения
- При помощи измерения расстояний до цефеид в Скоплении Девы было уточнено значение постоянной Хаббла. До наблюдений орбитального телескопа погрешность определения постоянной оценивалась в 50 %, наблюдения позволили снизить погрешность сперва до 10 %[85], а к настоящему времени до 1,3 %[86].
- «Хаббл» предоставил высококачественные изображения столкновения кометы Шумейкеров — Леви 9 с Юпитером в 1994 году.
- Впервые получены карты поверхности Плутона[87] и Эриды[88].
- Впервые наблюдались ультрафиолетовые полярные сияния на Сатурне[89], Юпитере и Ганимеде.
- Получены дополнительные данные о планетах вне солнечной системы, в том числе спектрометрические[90].
- Найдено большое количество протопланетных дисков вокруг звёзд в Туманности Ориона[91]. Доказано, что процесс формирования планет происходит у большинства звёзд нашей Галактики[источник не указан 1188 дней].
- Частично подтверждена теория о сверхмассивных чёрных дырах в центрах галактик; на основе наблюдений выдвинута гипотеза, связывающая массу чёрных дыр и свойства галактики[92][93].
- По результатам наблюдений квазаров получена современная космологическая модель, представляющая собой Вселенную, расширяющуюся с ускорением, заполненную тёмной энергией, и уточнён возраст Вселенной — 13,7 млрд лет[94].
- Обнаружено наличие эквивалентов гамма-всплесков в оптическом диапазоне[95].
- В 1995 году «Хаббл» провёл исследования участка неба (Hubble Deep Field) размером в одну тридцатимиллионную площади неба, содержащего несколько тысяч тусклых галактик. Сравнение этого участка с другим, расположенным в другой части неба (Hubble Deep Field South), подтвердило гипотезу об изотропности Вселенной[96][97].
- В 2004 году был сфотографирован участок неба (Hubble Ultra Deep Field) с эффективной выдержкой около 106 секунд (11,3 суток), что позволило продолжить изучение отдалённых галактик вплоть до эпохи образования первых звёзд. Впервые были получены изображения протогалактик, первых сгустков материи, которые сформировались менее чем через миллиард лет после Большого взрыва[98].
- В 2012 года НАСА опубликовало изображение Hubble Extreme Deep Field (XDF), представляющее собой комбинацию центральной области HUDF и новых данных с выдержкой 2 миллиона секунд[99].
- В 2013 году, после изучения сделанных телескопом в 2004—2009 годах снимков, был открыт спутник Нептуна Гиппокамп.
- В марте 2016 года астрономы с помощью телескопа «Хаббл» обнаружили на снимках яркую галактику GN-z11[100].
- В 2018 году на 231 встрече Американского астрономического общества в Вашингтоне стало известно, что телескопу удалось снять крупным планом одну из самых древних среди известных галактик во Вселенной, которая существует на протяжении 500 млн лет после Большого Взрыва[101].
- В мае 2019 года был опубликован участок неба (Hubble Legacy Field) размером в 30 угловых секунд, в котором объединены данные, собранные из 7,5 тысяч снимков за 16 лет работы телескопа[102].

## Доступ к телескопу
Любой человек или организация может подать заявку на работу с телескопом — не существует ограничений по национальной или академической принадлежности. Конкуренция за время наблюдений очень высока, обычно суммарно запрошенное время в 6—9 раз превышает реально доступное.

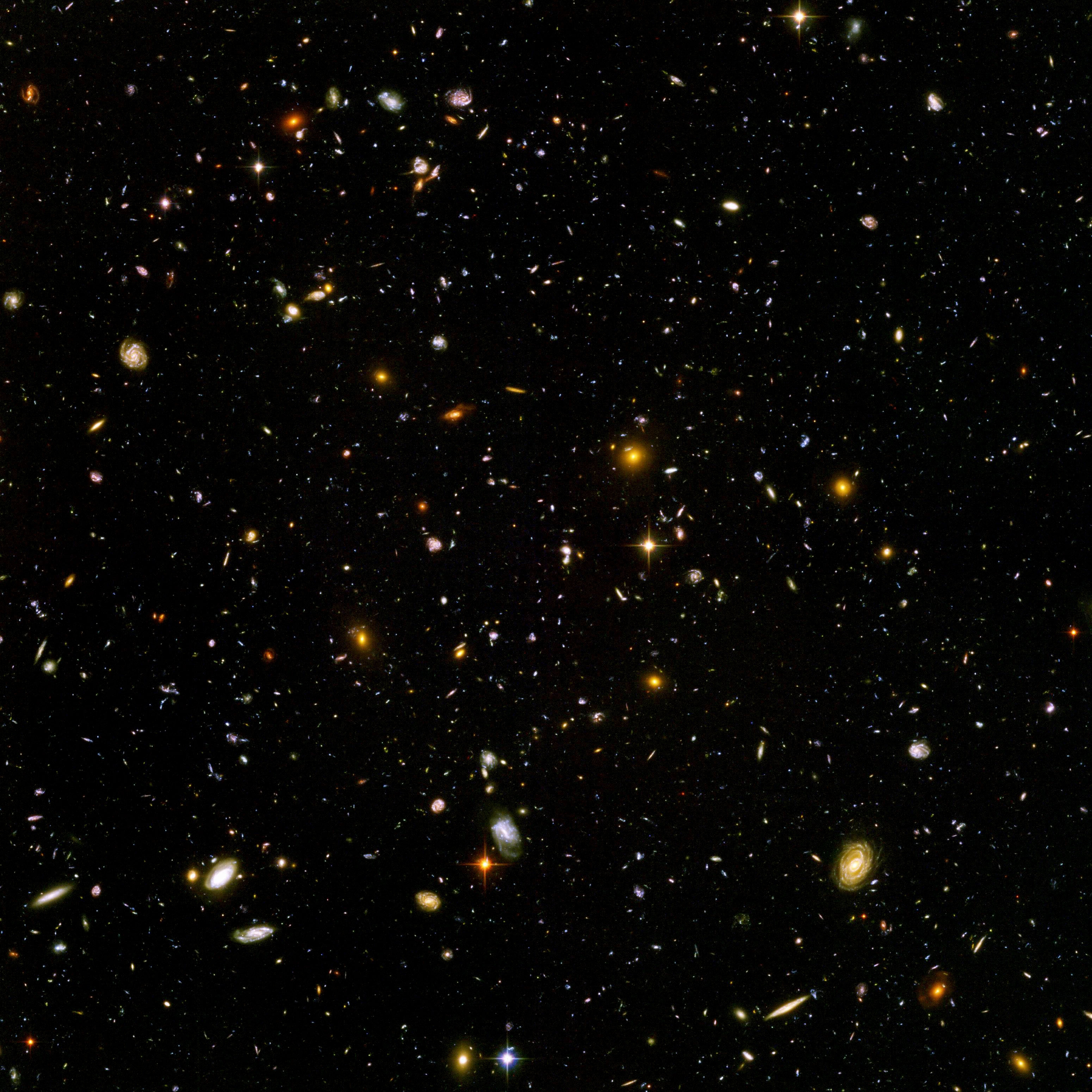
На изображении, полученном по программе Hubble Ultra Deep Field, видны сотни галактик, самые красные и тусклые образовались всего через 800 млн лет после Большого взрыва

Конкурс заявок на наблюдение объявляется примерно раз в год. Заявки делятся на несколько категорий:
- Общие наблюдения (англ. General observer). В эту категорию попадает большинство заявок, требующих обычной процедуры и длительности наблюдений.
- Блиц-наблюдения (англ. Snapshot observations), наблюдения, требующие не более 45 минут, включая время наведения телескопа, позволяют заполнить паузы между общими наблюдениями.
- Срочные наблюдения (англ. Target of Opportunity), для изучения явлений, которые можно наблюдать в течение ограниченного, заранее известного промежутка времени.

Кроме того, 10 % времени наблюдений остаётся в так называемом «резерве директора института космического телескопа». Астрономы могут подавать заявки на использование резерва в любое время, обычно он используется для наблюдений незапланированных краткосрочных явлений, таких как взрывы сверхновых. Съёмки глубокого космоса по программам Hubble Deep Field и Hubble Ultra Deep Field также были осуществлены за счёт директорского резерва.
В течение первых нескольких лет часть времени из резерва выделялась астрономам-любителям. Их заявки рассматривались комитетом, состоящим также из наиболее видных астрономов-непрофессионалов. Основными требованиями к заявке были оригинальность исследования и несовпадение темы с поданными запросами профессиональных астрономов. В общей сложности, в период между 1990 и 1997 годом было произведено 13 наблюдений по программам, предложенным астрономами-любителями. В дальнейшем, из-за сокращения бюджета института, предоставление времени непрофессионалам было прекращено.

### Планирование наблюдений
Планирование наблюдений является чрезвычайно сложной задачей, так как необходимо учитывать влияние множества факторов:
- Поскольку телескоп находится на низкой орбите, что необходимо для обеспечения обслуживания, значительная часть астрономических объектов затемнена Землёй чуть меньше половины времени обращения. Существует так называемая «зона длительной видимости», примерно в направлении 90° к плоскости орбиты, однако из-за прецессии орбиты точное направление изменяется с восьминедельным периодом[108].
- Из-за повышенного уровня радиации наблюдения невозможны, когда телескоп пролетает над Южно-Атлантической аномалией[108][109].
- Минимально допустимое отклонение от Солнца составляет около 50° для предотвращения попадания прямого солнечного света в оптическую систему, что, в частности, делает невозможными наблюдения Меркурия, а прямые наблюдения Луны и Земли допустимы при отключённых датчиках точного наведения[109].
- Так как орбита телескопа проходит в верхних слоях атмосферы, плотность которых меняется с течением времени, невозможно точно предсказать местоположение телескопа. Ошибка шестинедельного предсказания может составлять до 4 тыс. км. В связи с этим, точные расписания наблюдений составляются всего на несколько дней вперёд, чтобы избежать ситуации, когда выбранный для наблюдения объект будет не виден в назначенное время[108].

## Передача, хранение и обработка данных телескопа

### Передача на Землю
Данные «Хаббла» сначала сохраняются в бортовых накопителях, на момент запуска в этом качестве использовались катушечные магнитофоны, в ходе экспедиций 2 и 3A они были заменены на твердотельные накопители. Затем, через систему коммуникационных спутников TDRSS, расположенных на геостационарной орбите, данные передаются в Центр Годдарда.

### Архивирование и доступ к данным
В течение первого года с момента получения данные предоставляются только основному исследователю (подателю заявки на наблюдение), а затем помещаются в архив со свободным доступом. Исследователь может подать просьбу на имя директора института о сокращении или увеличении этого срока.
Наблюдения, выполненные за счёт времени из резерва директора, а также вспомогательные и технические данные, становятся общественным достоянием немедленно.
Данные в архиве хранятся в формате FITS, удобном для астрономического анализа.

### Анализ и обработка информации
Астрономические данные, снятые с ПЗС-матриц приборов, должны пройти ряд преобразований, прежде чем станут пригодными для анализа. Институт космического телескопа разработал пакет программ для автоматического преобразования и калибрации данных. Преобразования производятся автоматически при запросе данных. Из-за большого объёма информации и сложности алгоритмов обработка может занять сутки и более.
Астрономы могут также получить необработанные данные и выполнить эту процедуру самостоятельно, что удобно, когда процесс преобразования отличается от стандартного.
Данные могут быть обработаны при помощи различных программ, но Институт телескопа предоставляет пакет STSDAS (англ. Space Telescope Science Data Analysis System — «Система анализа научных данных космического телескопа»). Пакет содержит все необходимые для обработки данных программы, оптимизированные для работы с информацией «Хаббла». Пакет работает как модуль популярной астрономической программы IRAF.

### Палитра Хаббла
Широкоугольная камера, главный прибор «Хаббла», сама по себе чёрно-белая, но оснащена широким магазином узкополосных светофильтров. Под названием «палитра Хаббла» в историю вошла сборка цветного изображения из трёх снимков в разных длинах волн:
- Красный канал — две линии серы SII (672 и 673 нм, багрово-красный).
- Зелёный канал — линия водорода Hα (656 нм, красный), а также две расположенные рядом и более тёмные линии азота NII.
- Синий канал — две линии кислорода OIII (501 и 496 нм, изумрудный).

Снимки выравнивают по яркости, совмещают и объявляют каналами RGB-изображения. Именно в этой палитре сделаны большинство известных цветных изображений с Хаббла. Нужно понимать, что цвета не истинные, и при съёмке в истинных цветах (например, на фотоаппарат) туманность Пузырь будет красной или малиновой.

## Связи с общественностью

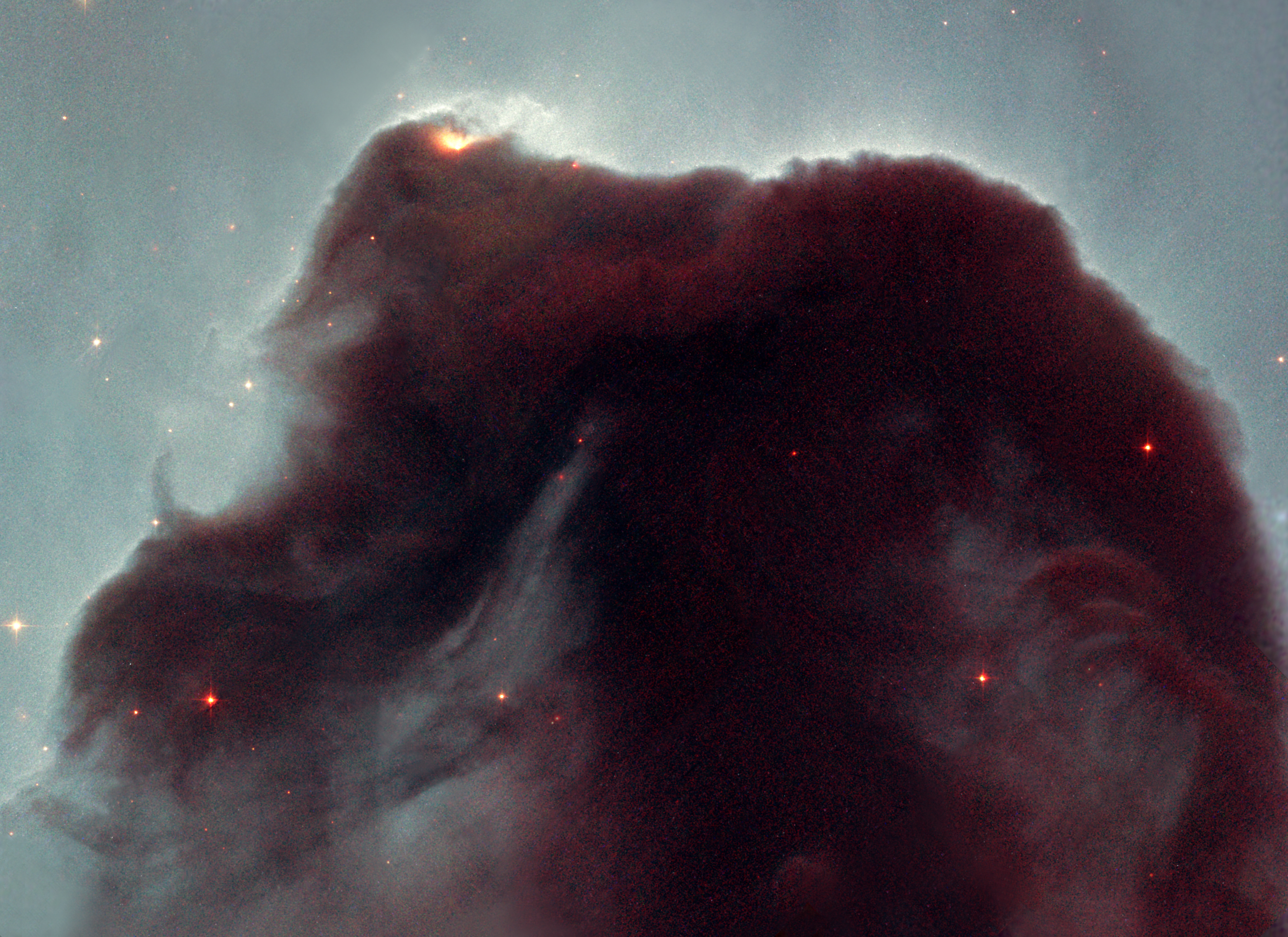
В 2001 году, в честь 11-й годовщины запуска, НАСА предоставило пользователям Интернета выбрать объект наблюдения, подавляющее большинство проголосовало за туманность Конская Голова

Для проекта космического телескопа всегда было важно привлечь внимание и воображение широкой публики, и в особенности американских налогоплательщиков, внёсших наиболее значительный вклад в финансирование «Хаббла».
Одним из наиболее важных для связей с общественностью является проект «Наследие „Хаббла“» (англ. The Hubble Heritage). Его задачей является публикация наиболее визуально и эстетически эффектных изображений, полученных телескопом. Галереи проекта содержат не только оригинальные снимки в форматах JPG и TIFF, но и созданные на их основе коллажи и рисунки. Проекту выделено небольшое количество времени наблюдений для получения полноценных цветных изображений объектов, фотографирование которых в видимой части спектра не было необходимым для исследований.
Кроме того, Институт космического телескопа поддерживает несколько веб-сайтов с изображениями и исчерпывающей информацией о телескопе.
В 2000 году для координации усилий различных ведомств было создано Бюро по связям с общественностью (англ. Office for Public Outreach).
В Европе с 1999 года связями с общественностью занимается Европейский информационный центр (англ. Hubble European Space Agency Information Centre, HEIC), учреждённый при Европейском координационном центре космического телескопа. Центр также отвечает за образовательные программы ЕКА, связанные с телескопом.
В 2010 году на экраны вышел фильм «Хаббл IMAX 3D» в формате IMAX, рассказывающий о телескопе и о космических далях. Режиссёр фильма — Тони Майерс.

## Будущее «Хаббла»
Телескоп «Хаббл» проработал на орбите уже более 30 лет.
Предполагалось, что после ремонтных работ, выполненных четвёртой экспедицией, «Хаббл» проработает на орбите до 2014 года, после чего его должен был сменить космический телескоп «Джеймс Уэбб». Но значительное превышение бюджета и отставание от графика постройки «Джеймса Уэбба» вынудили НАСА перенести предполагаемую дату старта миссии сначала на сентябрь 2015 года, а затем — на октябрь 2018 года (запуск состоялся лишь в декабре 2021 года).
В ноябре 2021 года контракт на эксплуатацию телескопа был продлён до 30 июня 2026 года.
После завершения эксплуатации «Хаббл» затопят в Тихом океане, выбрав для этого несудоходный район. По предварительным оценкам, несгоревшими останутся около 5 тонн обломков при общей массе космического телескопа 11 тонн. Согласно расчётам, он должен сойти с орбиты после 2030 года.

## Неисправности
5 октября 2018 года отказал третий из шести гироскопов ориентации телескопа, при попытке ввести в строй последний резервный гироскоп обнаружилось, что скорость его вращения значительно превышает нормальные показатели и телескоп был переведен в безопасный режим. Путем выполнения серии манёвров и многократного включения гироскопа в разных режимах проблему удалось решить и телескоп был переведен в нормальный режим 26 октября. Полноценное функционирование телескопа требует наличия трех рабочих гироскопов, в связи с исчерпанием резервных гироскопов после следующего отказа телескоп будет переведен в режим работы с одним гироскопом, а второй оставшийся будет переведен в резерв. Это уменьшит точность наведения и может сделать невозможным некоторые виды наблюдений, но позволит максимально продлить работу «Хаббла».
8 января 2019 года широкоугольная камера телескопа — Wide Field Camera 3 автоматически отключилась в связи с нештатными уровнями напряжения в цепи питания. В ходе работ по восстановлению функционирования прибора, было установлено, что камера функционирует нормально, а нештатные значения напряжения поступают из-за сбоев в работе контрольно-измерительной аппаратуры. После перезапуска соответствующих блоков проблема была устранена и 17 января функционирование камеры было полностью восстановлено.
13 июня 2021 года бортовой компьютер полезной нагрузки NSSC-1 (NASA Standard Spacecraft Computer-1), который управляет и координирует работу научных инструментов, перестал отвечать на команды. На следующий день операционная группа не смогла ни перезагрузить компьютер, ни переключиться на резервный модуль памяти. Вечером 17 июня в НАСА потерпели неудачу при повторных попытках перезагрузки и переключения, а далее безуспешно пытались исправить сбой в бортовом компьютере и возобновить научные наблюдения; всё это время телескоп функционировал в безопасном режиме. В НАСА заявили, что сам телескоп и научные инструменты на нём находятся в «хорошем состоянии». 15 июля 2021 года инженеры НАСА успешно переключились на резервное оборудование и ввели в эксплуатацию компьютер полезной нагрузки. Научные наблюдения возобновились во второй половине дня 17 июля 2021 года.

## Технические данные

Общий вид телескопа

### Параметры орбиты
- Наклонение: 28,471°;
- Апогей: 566 км;
- Перигей: 561 км;
- Период обращения: 96,2 мин[1][134].

### Космический аппарат
- Длина космического аппарата — 13,3 м, диаметр — 4,3 м (две солнечные батареи имеют размеры 2,6 × 7,1 м), масса — 11 т[1] (с установленными приборами — около 12,5 т).
- Телескоп представляет собой рефлектор системы Ричи — Кретьена с диаметром главного зеркала 2,4 м, позволяющий получать изображение с оптическим разрешением порядка 0,1 угловой секунды[4][135].

### Приборы
Телескоп имеет модульную структуру и содержит пять отсеков для оптических приборов. Один из отсеков в течение долгого времени (1993—2009 годы) занимала корректирующая оптическая система (COSTAR), установленная во время первой экспедиции обслуживания в 1993 году для компенсации неточности изготовления главного зеркала. Поскольку все приборы, установленные после запуска телескопа, имеют встроенные системы коррекции дефекта, во время последней экспедиции стало возможно демонтировать систему COSTAR и использовать отсек для установки ультрафиолетового спектрографа.
Хронология установки приборов на борту космического телескопа (вновь установленные приборы выделены курсивом):
|                              | Отсек 1                                 | Отсек 2                                           | Отсек 3                             | Отсек 4                                                                | Отсек 5                      |
| ---------------------------- | --------------------------------------- | ------------------------------------------------- | ----------------------------------- | ---------------------------------------------------------------------- | ---------------------------- |
| Запуск телескопа (1990)      | Широкоугольная и планетарная камера     | Спектрограф высокого разрешения Годдарда          | Камера съёмки тусклых объектов      | Спектрограф тусклых объектов                                           | Высокоскоростной фотометр    |
| Первая экспедиция (1993)     | Широкоугольная и планетарная камера — 2 | Спектрограф высокого разрешения Годдарда          | Камера съёмки тусклых объектов      | Спектрограф тусклых объектов                                           | Система COSTAR               |
| Вторая экспедиция (1997)     | Широкоугольная и планетарная камера — 2 | Регистрирующий спектрограф космического телескопа | Камера съёмки тусклых объектов      | Камера и мульти-объектный спектрометр ближнего инфракрасного диапазона | Система COSTAR               |
| Третья экспедиция (B) (2002) | Широкоугольная и планетарная камера — 2 | Регистрирующий спектрограф космического телескопа | Усовершенствованная обзорная камера | Камера и мульти-объектный спектрометр ближнего инфракрасного диапазона | Система COSTAR               |
| Четвёртая экспедиция (2009)  | Широкоугольная камера — 3               | Регистрирующий спектрограф космического телескопа | Усовершенствованная обзорная камера | Камера и мульти-объектный спектрометр ближнего инфракрасного диапазона | Ультрафиолетовый спектрограф |

Как отмечалось выше, система наведения также используется в научных целях.